# نيكيتا باريس
نيكيتا باريس (مواليد 10 مارس 1994) هي لاعبة كرة قدم إنجليزية تلعب في مركز المهاجم في نادي أرسنال.

## روابط خارجية
- نيكيتا باريس على موقع الاتحاد الدولي (مؤرشف)  (الإنجليزية)
- نيكيتا باريس على موقع الاتحاد الأوربي (الإنجليزية)
- نيكيتا باريس على موقع قاعدة بيانات كرة القدم.إي يو (الإنجليزية)
- نيكيتا باريس على موقع ليكيب (الفرنسية)
- نيكيتا باريس على موقع Soccerway.com (الإنجليزية)
- نيكيتا باريس على موقع عالم كرة القدم.نت (الإنجليزية)
- نيكيتا باريس على موقع أوليمبيديا (الإنجليزية)
- نيكيتا باريس على موقع اللجنة الأولمبية البريطانية (الإنجليزية)